# Westmont (Illinois)
Westmont – wieś w Stanach Zjednoczonych, w stanie Illinois, w hrabstwie DuPage.